# Neidlinger Tal (Landschaftsschutzgebiet)
Das Landschaftsschutzgebiet Neidlinger Tal ist ein mit Verordnung des Landratsamts Esslingen vom 18. Dezember 1975 ausgewiesenes Landschaftsschutzgebiet (LSG-Nummern 1.16.016) im Gebiet des Landkreises Esslingen in Baden-Württemberg.

## Lage
Das 1096,8 Hektar große Gebiet umfasst die gesamte Gemarkung Neidlingen mit Ausnahme des Ortsbereichs und eines 300 bis 500 Meter breiten Geländestreifens beidseits der Landesstraße 1200 nördlich des Ortes.
Das Neidlinger Tal gehört zu den Naturräumen 094-Mittlere Kuppenalb und 101-Mittleres Albvorland innerhalb der Haupteinheiten 09 Schwäbische Alb und 10-Schwäbisches Keuper-Lias-Land.
Die Naturschutzgebiete Nr. 1072 Erkenbergwasen und 1190 Unter dem Burz werden vollständig vom LSG umschlossen. Das Neidlinger Tal ist seinerseits vollständig von Landschaftsschutzgebieten umgeben. Es grenzt im Norden an das Gebiet Weilheim an der Teck auf Gemarkungen Weilheim und Hepsisau, im Westen an Gebiete um Bissingen und Ochsenwang, im Süden an 
Landschaftsbestandteile und Landschaftsteile im Landkreis Nürtingen und im Osten an die beiden Gebiete Oberes Filstal-Stadt Wiesensteig und Oberes Filstal-Gemeinde Gruibingen im Landkreis Göppingen. Die gesamte Fläche gehört auch zum Vogelschutzgebiet 7422-441 Mittlere Schwäbische Alb, Teile des Neidlinger Tals gehören außerdem zum FFH-Gebiets Nr. 7423-341 Neidlinger Alb. 

## Schutzzweck
Wesentlicher Schutzzweck ist die Erhaltung der großräumigen Landschaft mit Wechsel von bewaldeten und ackerbaulich genutzten Teilen. 